# Berger (Missouri)
Pour les articles homonymes, voir Berger (homonymie).
La ville américaine de Berger est située dans le Comté de Franklin, dans l’État du Missouri. 

## Géographie
La ville de Berger est située près de la confluence des rivières Big Berger et Missouri.
Lors du recensement de 2010, sa population s’élevait à 221 habitants.

## Histoire
La ville porte le nom du cours d'eau "Big Berger" qui coule au Sud de la petite cité. Le nom de ce cours d'eau était "Rivière au Berger" à l'époque de la Louisiane française, quand des colons et trappeurs français arpentèrent cette région. D'après les archives américaines sur l'origine des toponymes, ce sont deux marchands et chasseurs dénommés Joseph Berger et Pierre Berger, originaire de Saint-Louis en Louisiane française, qui donnèrent leur patronyme à la rivière dans la seconde moitié du XVIIIe siècle.

## Notes et références

Zones incorporée et non-incorporée de la cité de Berger dans le missouri.